# Quale motorino con il manubrio cromato giù in fondo al cortile?
Quale motorino con il manubrio cromato giù in fondo al cortile? è un romanzo di Georges Perec del 1966.
Il libro è la storia degli sforzi di un sergente francese, Henri Pollak, e dei suoi amici di evitare a un commilitone di essere inviato sul fronte della guerra d'Algeria. È scritto in uno stile comico, con un uso esagerato di figure retoriche e una varietà di registri, uno stile ispirato di Raymond Queneau e reso popolare in Zazie nel metró, e da lezioni di retorica che Perec stava prendendo da Roland Barthes. Le norme comuni di grammatica e di ortografia sono spesso ignorate, e anche convenzioni di base, come la coerenza dei nomi dei personaggi, sono violate per effetto umoristico.

## Edizioni
- Georges Perec, Quale motorino con il manubrio cromato giù in fondo al cortile?, E/O, 2004, ISBN 88-7641-597-1.